# マセーダ

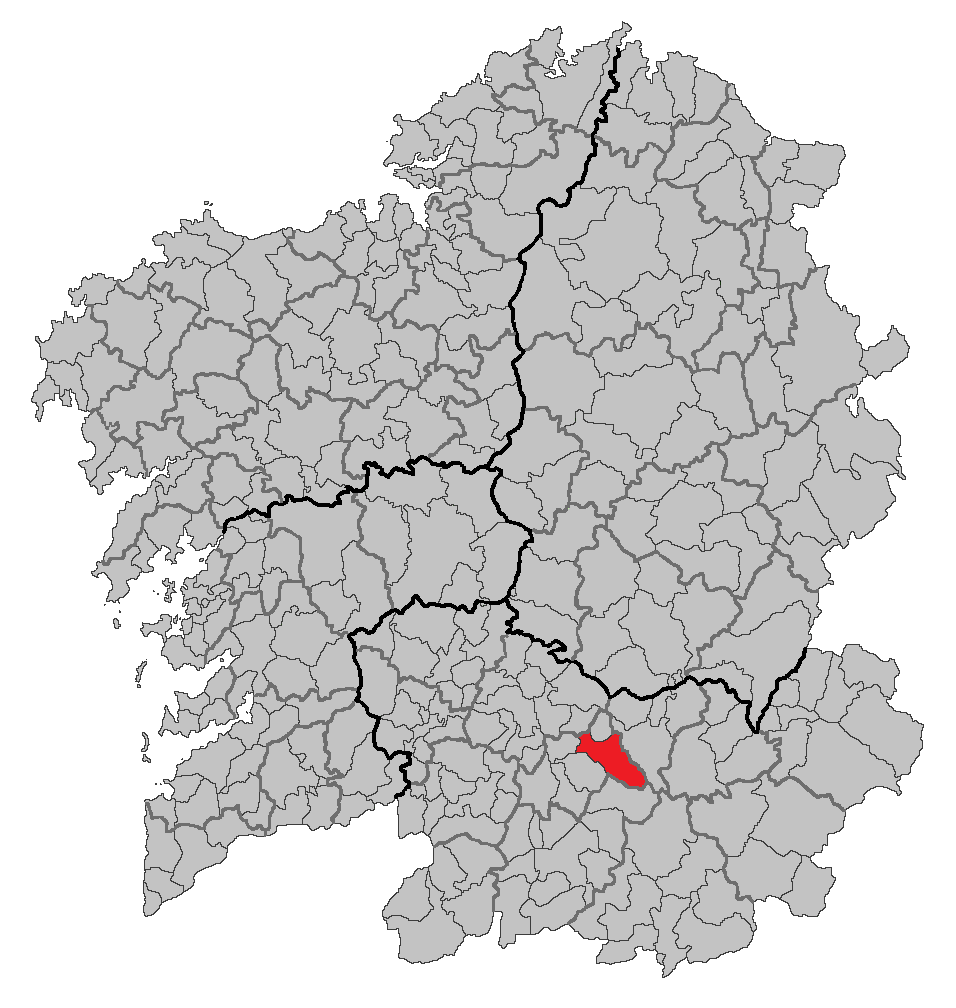

マセーダ（Maceda）は、スペイン、ガリシア州、オウレンセ県の自治体、コマルカ・デ・アジャリス＝マセーダとリベイラ・サクラ地区に属する。ガリシア統計局によると、2009年の人口は3,139人（2004年：3,262人、2003年：3,307人）。
ガリシア語話者の自治体住民に占める割合は97.03％2001年）。

## 地理
マセーダはオウレンセ県の北部に位置し、コマルカ・デ・アジャリス＝マセーダに属する。北はエスゴスとシュンケイラ・デ・エスパダネードと、北から東にかけてはモンテデラーモと、南はビラール・デ・バリオとバーニョス・デ・モルガスと、西はパデルネ・デ・アジャリスの各自治体と接する。

### 人口
| マセーダの人口推移 1900－2010                           |
|                                                         |
| 出典:INE（スペイン国立統計局）1900年 - 1991年、1996年 - |

## 史跡
- マセーダ城（Castelo de Maceda）- 中世の城砦。

## 政治
自治体首長はガリシア民族主義ブロック（BNG）のシャビエル・オビエード・ロドリゲス（Xabier Oviedo Rodríguez）、自治体評議員はガリシア国民党（PPdeG）：5、ガリシア民族主義ブロック：4、ガリシア社会党（PSdeG-PSOE）：2となっている（2007年の自治体選挙の結果）。

## 教区
マセーダは12の教区に分けられている。太字は自治体中心地区のある教区。
- アサドゥール（サンタ・マリーア）
- カストロ・デ・エスクアドロ（サンタ・バイア）
- アス・チャス（サン・ショアン）
- ア・コスタ（サンティアーゴ）
- コバス（サン・ショアン）
- フォンクベルタ（サンタ・マリーア）
- マセーダ（サン・ペドロ）
- ピウーカ・オウ・アラウーショ（サンタ・マリーア）
- サンティソ（サンタ・マリーア）
- ティオイラ（サンタ・マリーア）
- ビラルデカス（サン・ショアン）
- ソレージェ（サンティアーゴ）